# Cuptoare (Cornea), Caraș-Severin
Cuptoare  este un sat în comuna Cornea din județul Caraș-Severin, Banat, România.

## Imagini

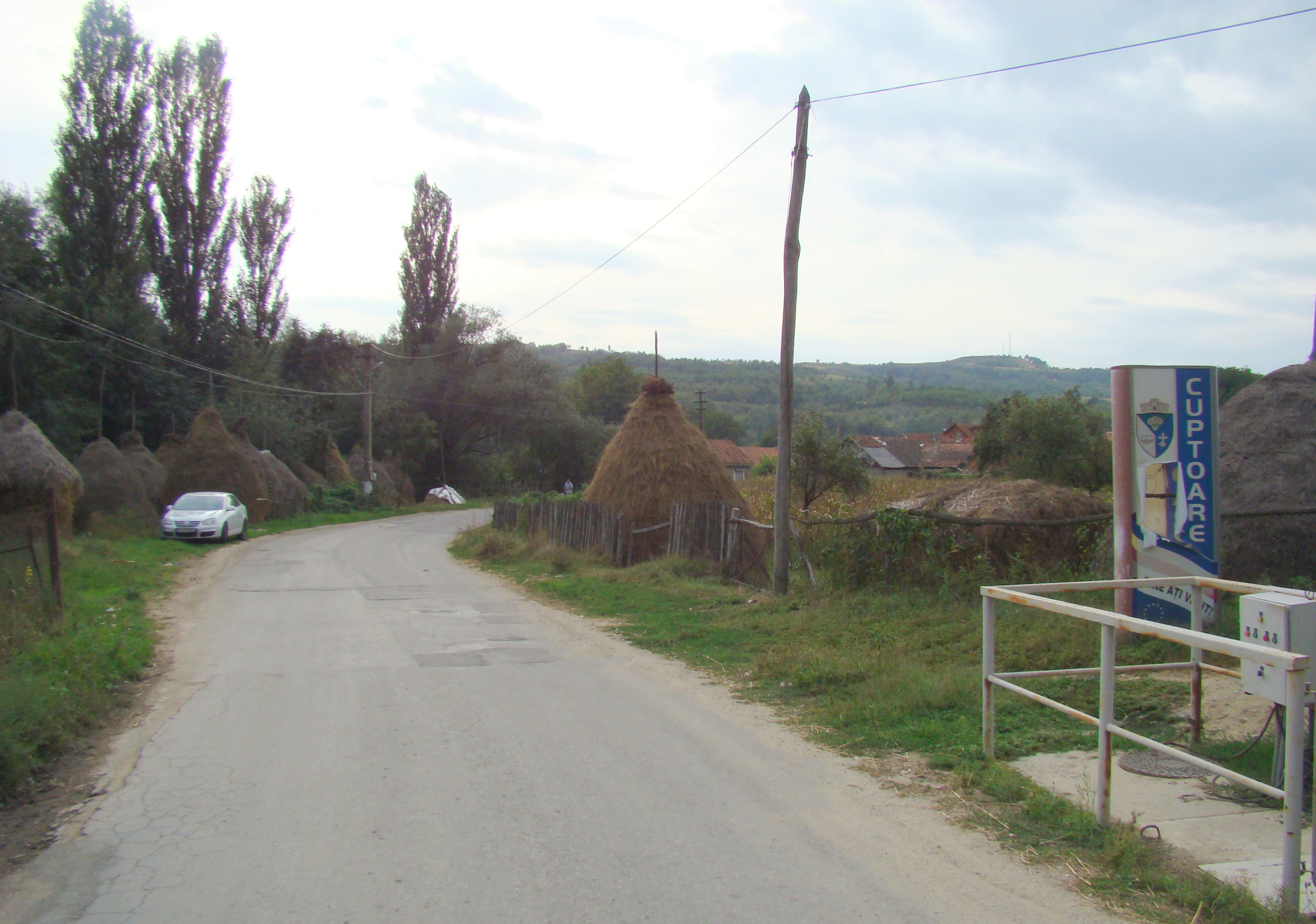
Intrarea în localitate
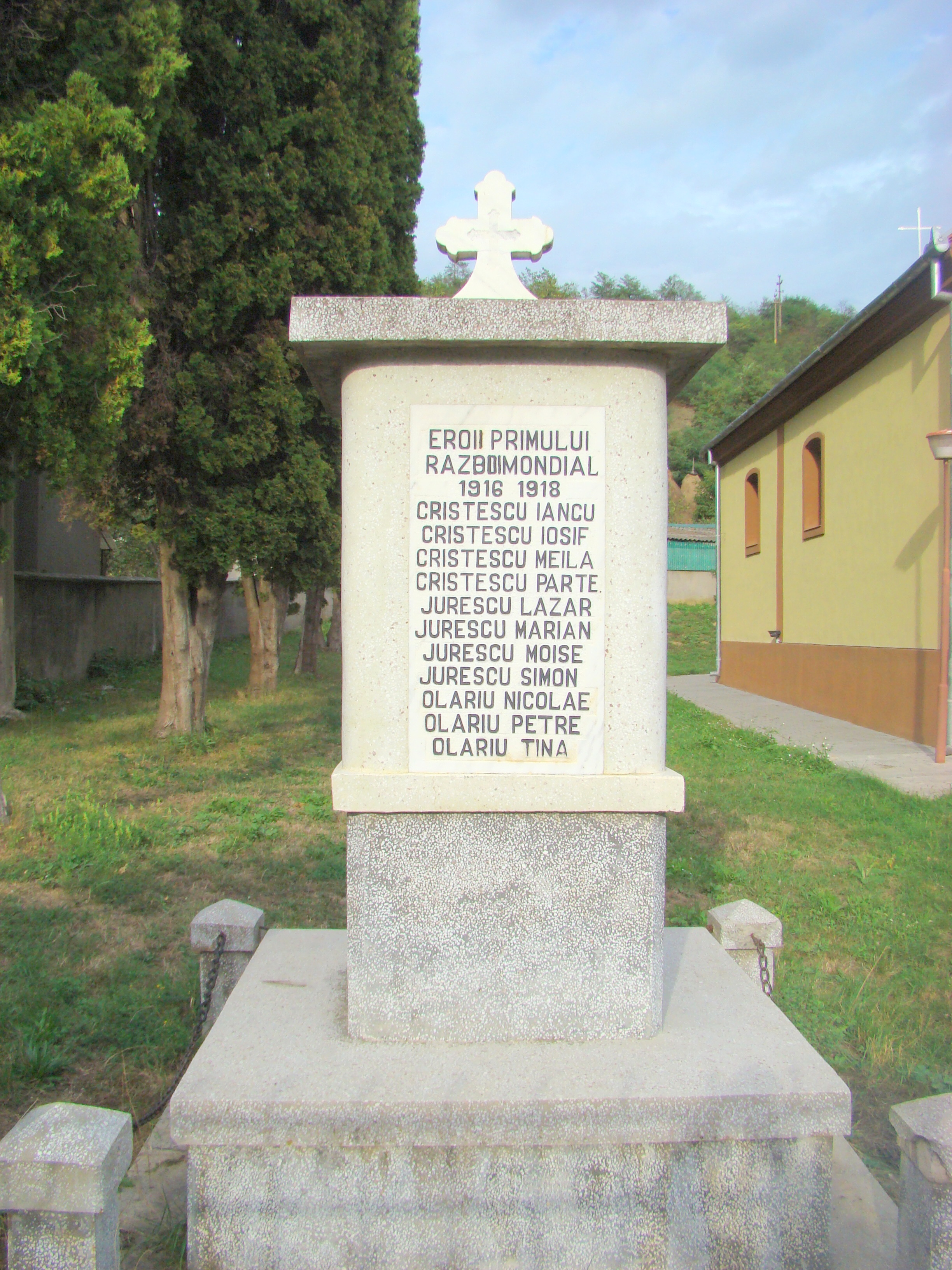
Monumentul eroilor
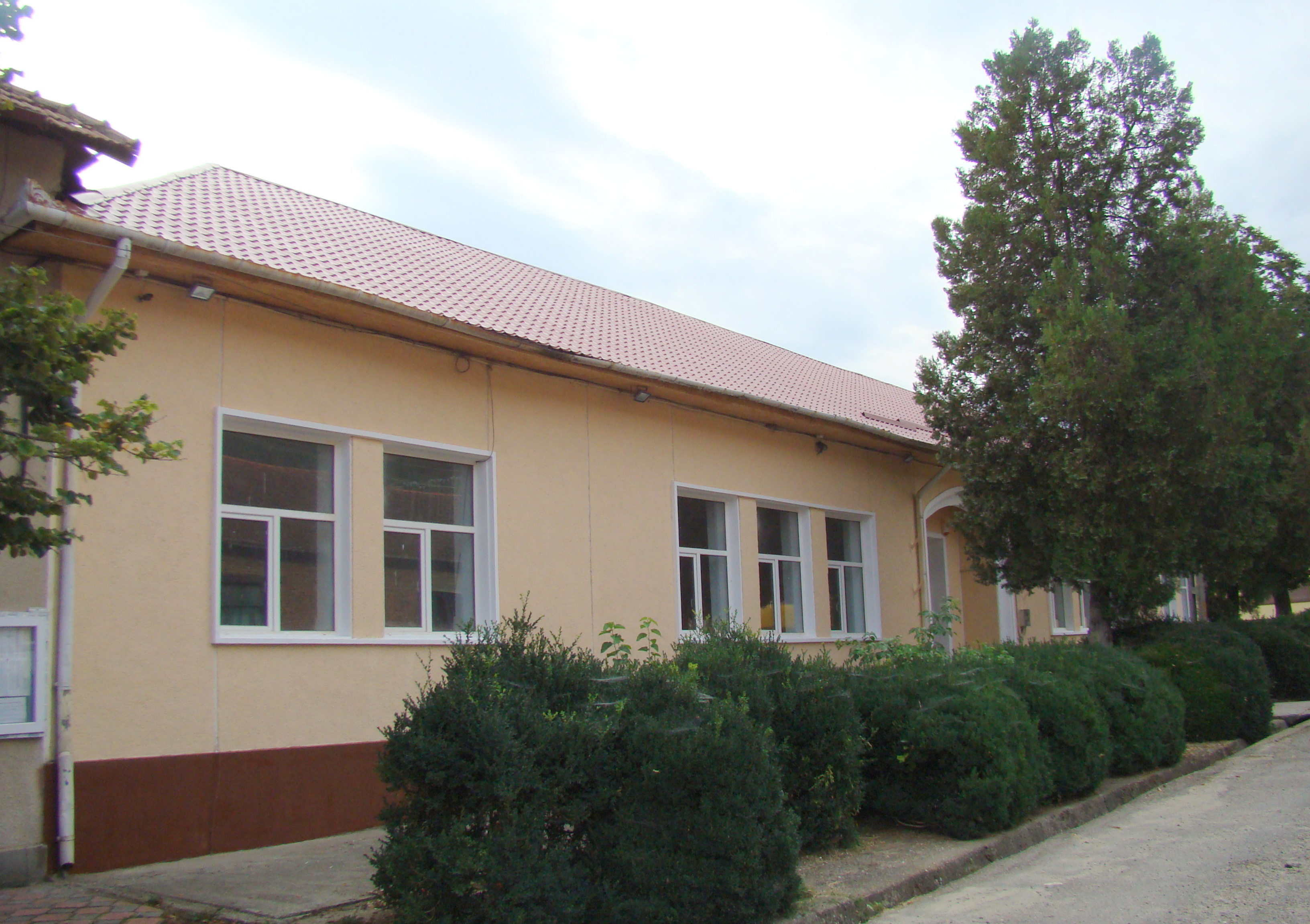
Școala
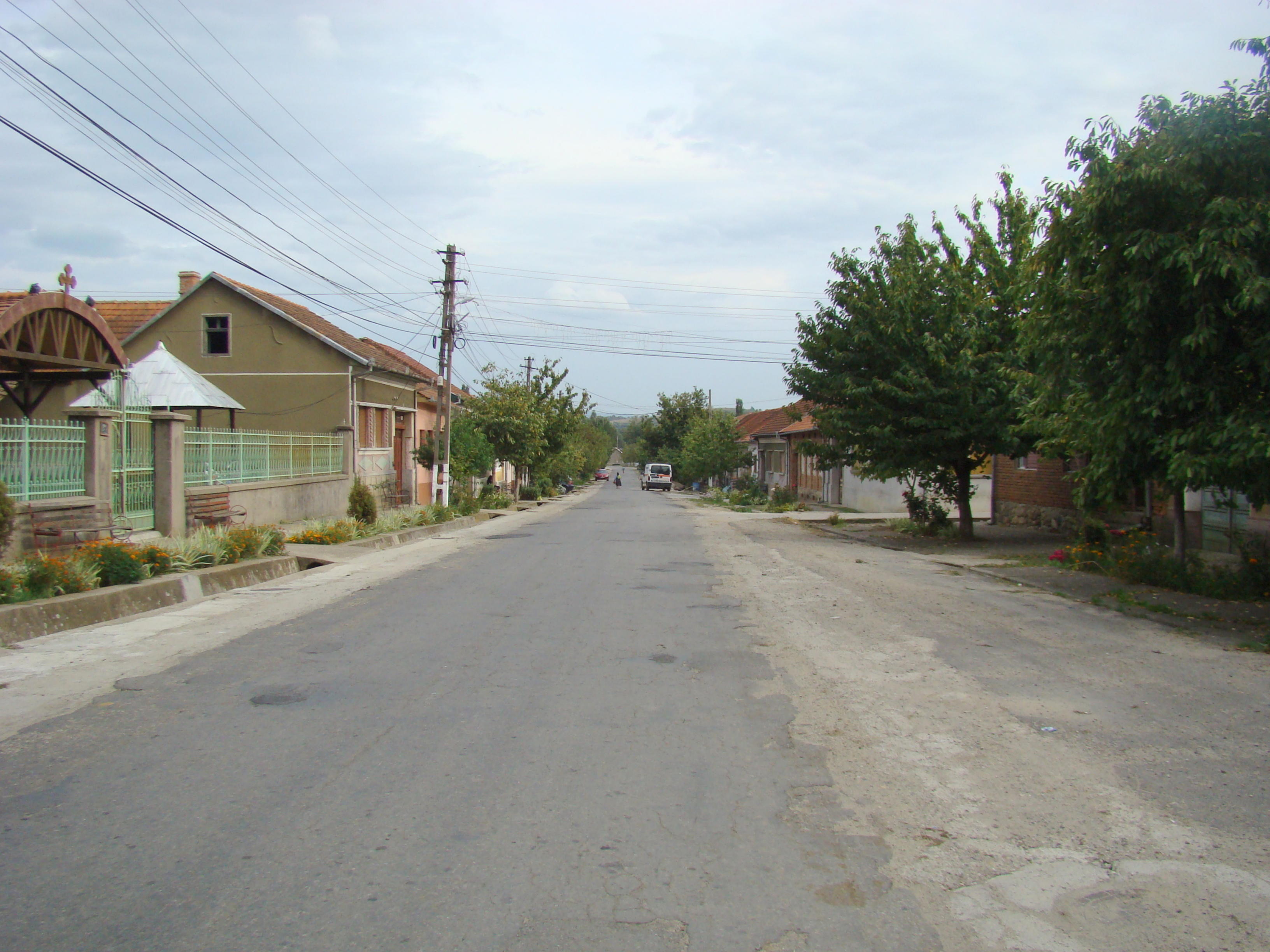
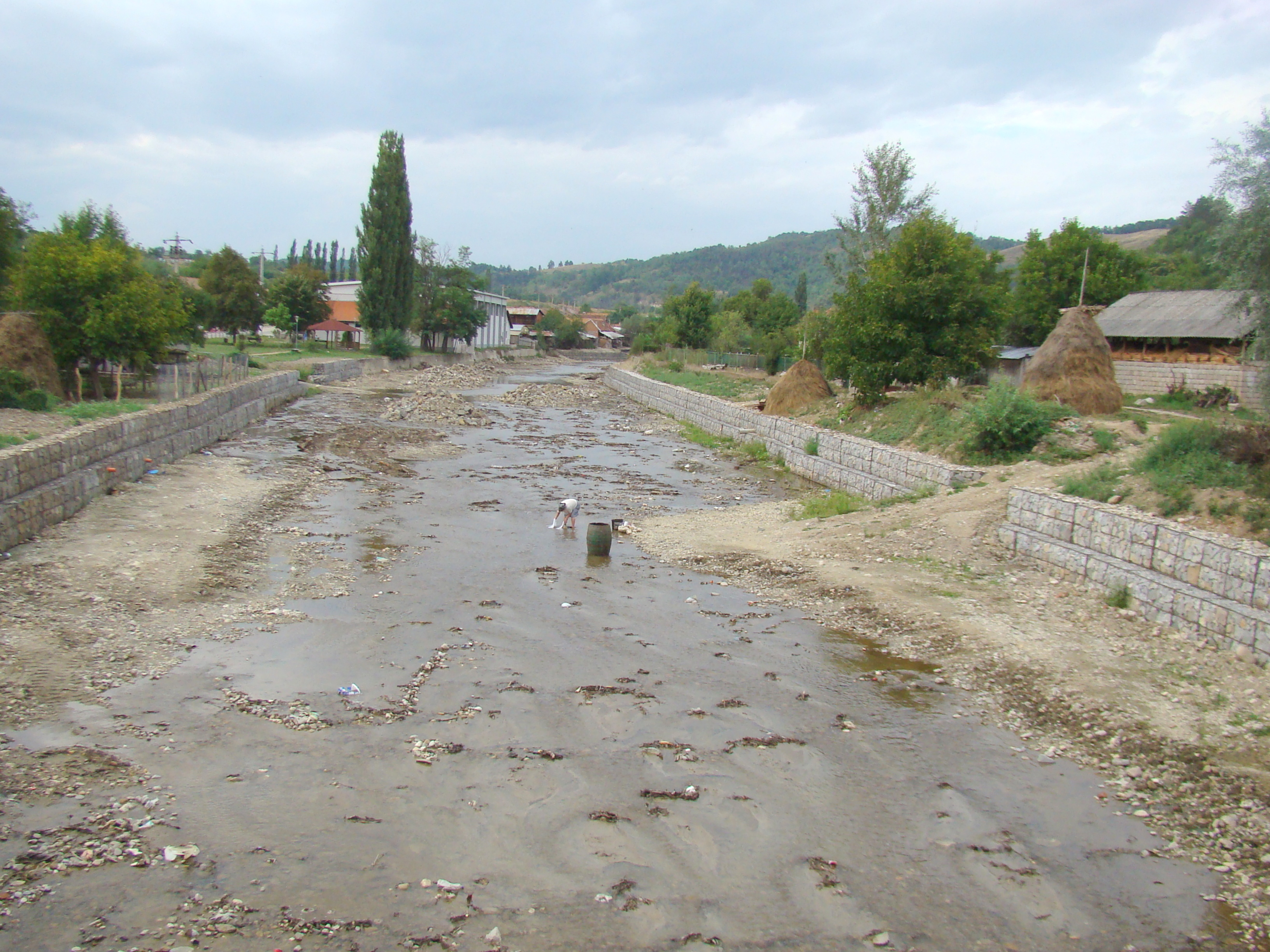
Râul Mehadica
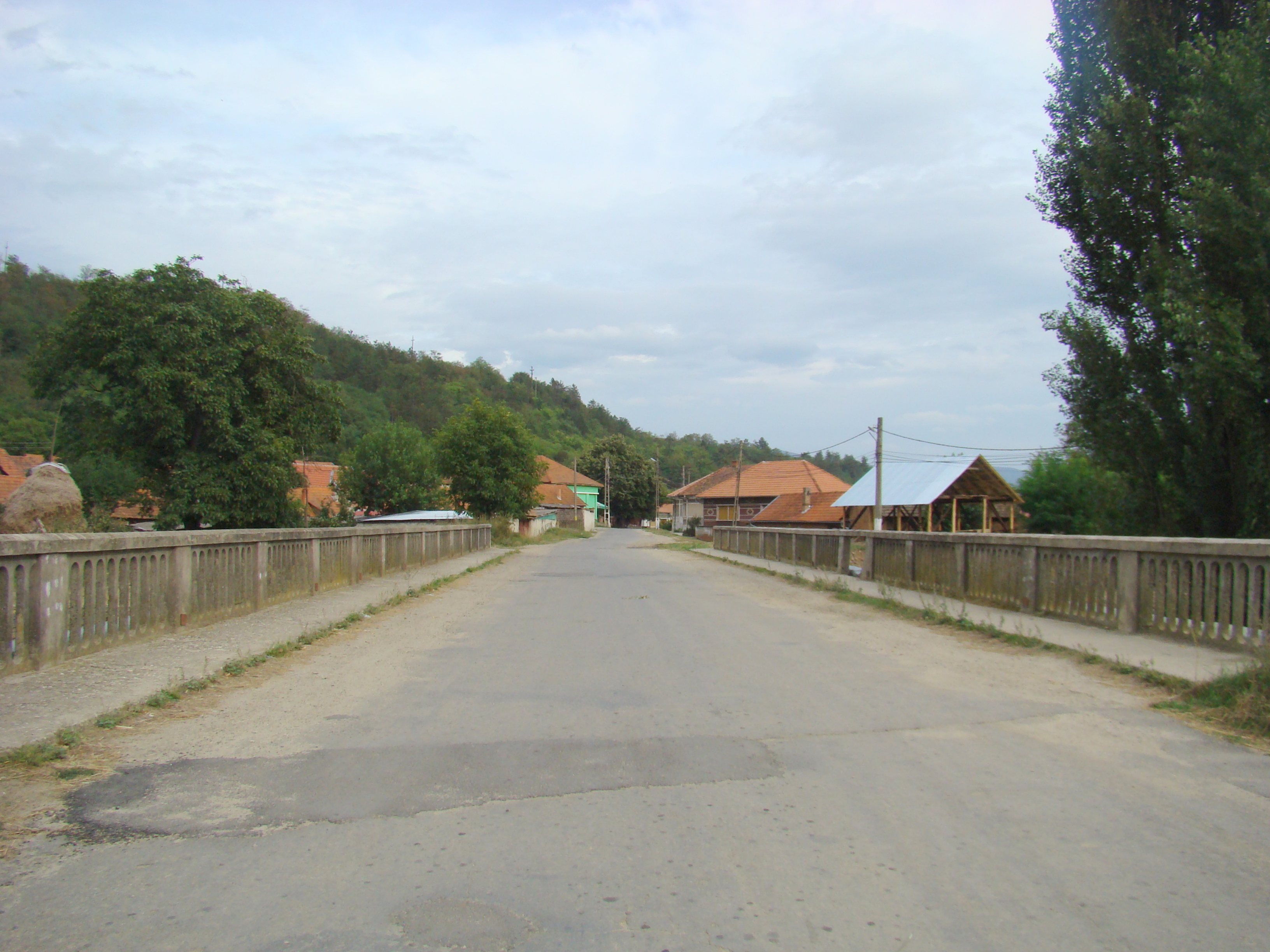

## Vezi și
- Biserica „Înălțarea Domnului” din Cuptoare

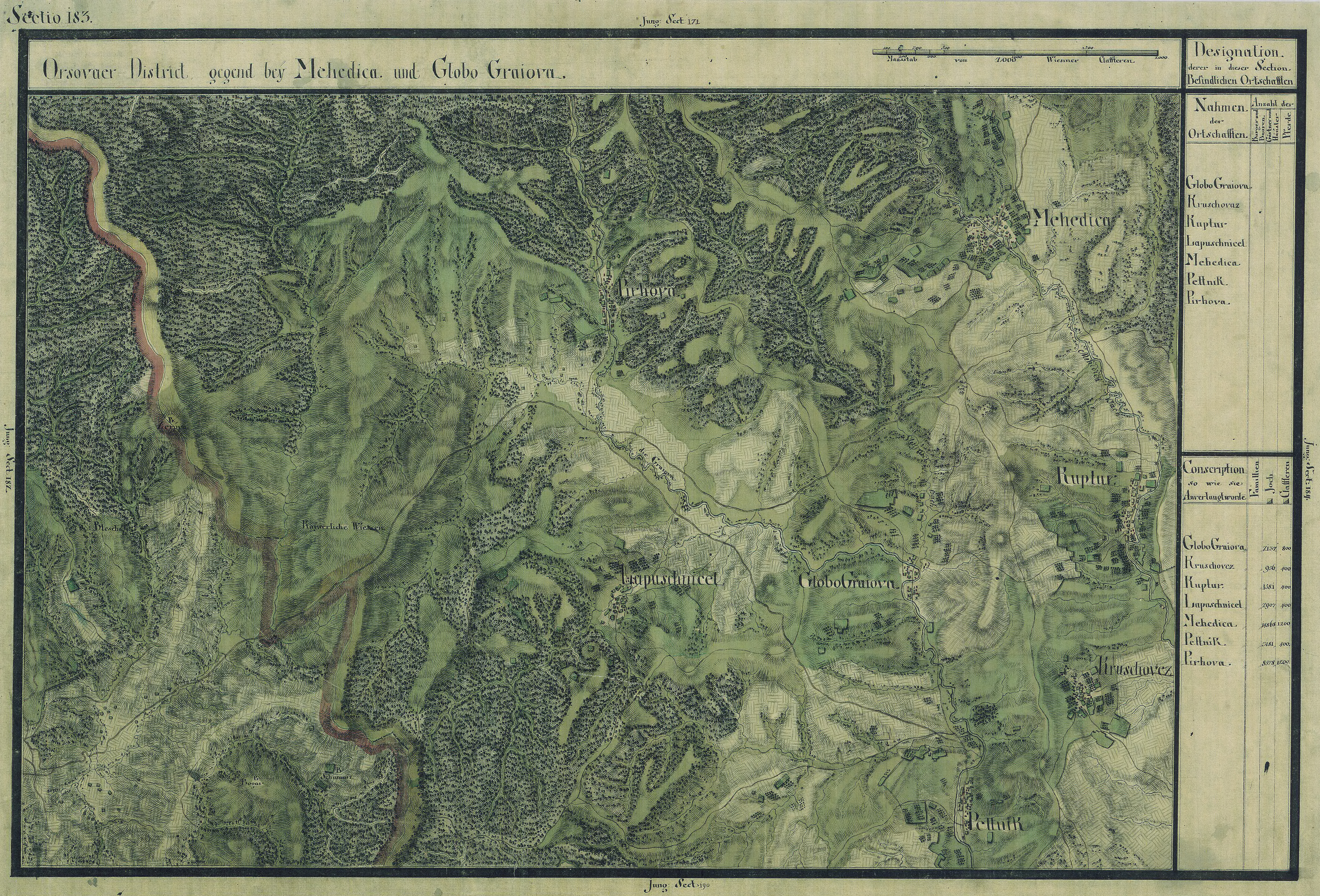
Cuptoare în Harta Iosefină a Banatului, 1769-72